# Japanse paradijsmonarch
De Japanse paradijsmonarch (Terpsiphone atrocaudata) is een zangvogel uit het geslacht Terpsiphone en de familie Monarchidae (monarchen).

## Verspreiding en leefgebied
Deze soort broedt in Korea en Japan. Na de broedtijd trekt de vogel naar Zuidoost-Azië en de Filipijnen. Er zijn drie ondersoorten:
- T. a. atrocaudata: centraal en zuidelijk Korea en Japan.
- T. a. illex: de Riukiu-eilanden.
- T. a. periophthalmica: Lanyu (in de nabijheid van Taiwan) en Batan (de noordelijke Filipijnen).

## Status
De grootte van de populatie is niet gekwantificeerd maar de soort wordt omschreven als vrij algemeen. Op de Rode lijst van de IUCN heeft deze soort de status niet bedreigd.